# Aleksander Olkowski
Aleksander Olkowski (ur. 27 kwietnia 1998 w Płocku) – polski piłkarz ręczny, środkowy rozgrywający, zawodnik Wisły Płock.
Wychowanek Wisły Płock. Treningi z pierwszym zespołem rozpoczął w sezonie 2014/2015. W Superlidze zadebiutował 18 listopada 2015 w wygranym spotkaniu z MMTS-em Kwidzyn (34:22), w którym zdobył jednego gola. W sezonie 2016/2017 występował głównie w drugim zespole płockiego klubu, rozgrywając w I lidze 22 mecze i rzucając 43 bramki. W sezonie 2017/2018 wystąpił w 14 spotkaniach Superligi, w których zdobył 20 goli. Ponadto trzy razy zagrał w Lidze Mistrzów (po raz pierwszy 20 września 2017 przeciwko niemieckiemu Rhein-Neckar Löwen).
W 2016 wraz z reprezentacją Polski juniorów uczestniczył w mistrzostwach Europy U-18 w Chorwacji – zagrał w siedmiu meczach, w których zdobył osiem goli i miał osiem asyst. W 2017 wystąpił w mistrzostwach świata U-19 w Gruzji, podczas których rzucił osiem bramek w siedmiu meczach.

## Statystyki
| Wisła Płock                     | 2015/2016 | 4  | 7  | 1,8 | 2 | 7 | 3,5 | – | – | – | 6  | 14 | 2,3 |
| Wisła Płock                     | 2016/2017 | 2  | 2  | 1   | 0 | 0 | 0   | – | – | – | 2  | 2  | 1   |
| Wisła Płock                     | 2017/2018 | 14 | 20 | 1,4 | 1 | 1 | 1   | 3 | 0 | 0 | 18 | 21 | 1,2 |
| Wisła Płock                     | Razem     | 20 | 29 | 1,5 | 3 | 8 | 2,7 | 3 | 0 | 0 | 26 | 37 | 1,4 |
| Stan na koniec sezonu 2017/2018 |           |    |    |     |   |   |     |   |   |   |    |    |     |